# 文明堂

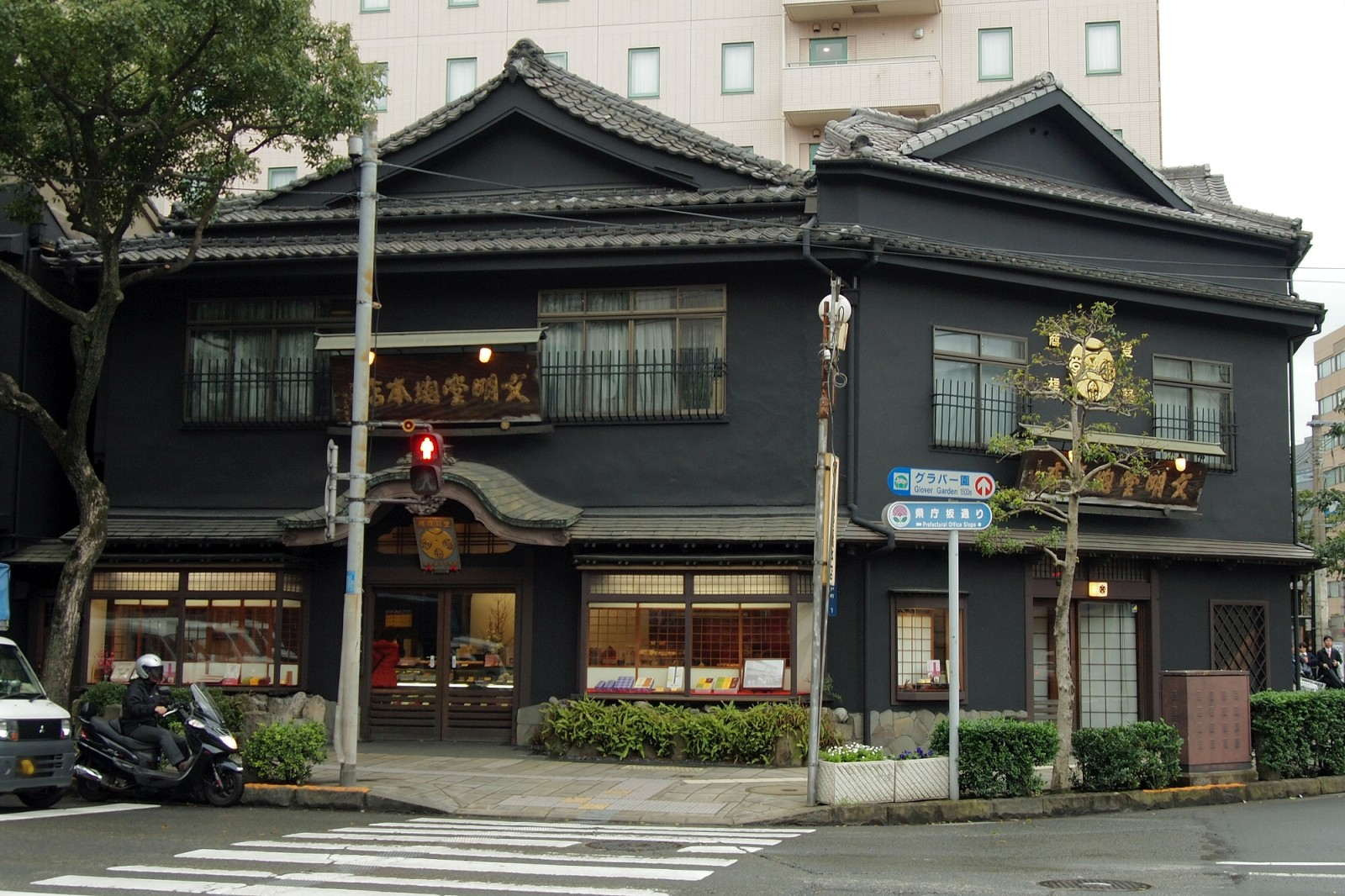
長崎市の文明堂総本店

文明堂（ぶんめいどう）とは、カステラ、和菓子を製造・販売する老舗。1900年（明治33年）に長崎で中川安五郎が創業し、実弟の宮崎甚左衛門が東京に進出させ、製造革新と斬新な販売、広告によって全国的に知られる暖簾となった。戦後に長崎の総本店から地方支店を経営分離したことにより、「文明堂」と付く企業が複数存在している。

## 歴史

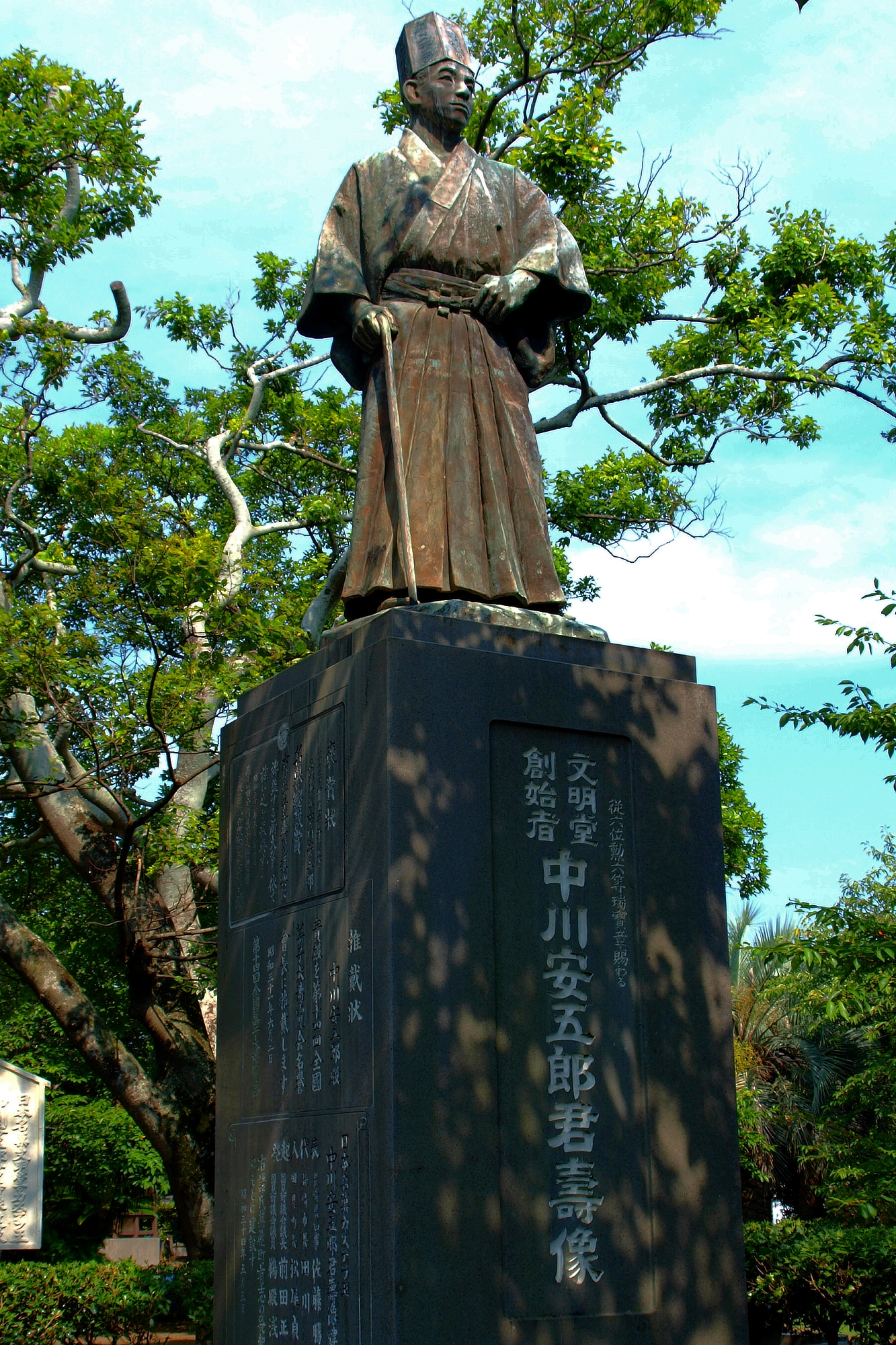
創業者,中川安五郎の銅像。

- 1900年（明治33年）1月 - 中川安五郎が長崎市丸山町72番地で創業[1]。
- 1902年（明治35年）- 店舗を長崎市船大工町4番地に移転。
- 1903年（明治36年）- 店舗を長崎市船大工町84番地に移転。
- 1910年（明治43年）- 店舗を長崎市馬町に移転。
- 1916年（大正5年）10月25日 - 佐世保市に支店を出す[2]。
- 1922年（大正11年）3月1日[3] - 宮崎甚左衛門が東京市下谷区東黒門町4番地（現・東京都台東区上野）に東京支店を開設。
- 1923年（大正12年）
  - 9月1日 - 関東大震災で東京支店を焼失。長崎に一時帰省する[4]。
  - 10月末[5] - 東京市麻布区箪笥町69番地(現・東京都港区六本木)に東京支店を再建。
- 1925年（大正14年）- 宮内省（現・宮内庁）御用達を賜る。
- 1927年（昭和2年）- 店舗を長崎市今町（現・金屋町）に移転。
- 1928年（昭和3年）4月 - 文明堂合資会社（現在の株式会社文明堂総本店）を設立。
- 1930年（昭和5年）
  - 4月21日[6] - 神戸市神戸区（現・中央区）元町通五丁目243番地（浜側）に神戸支店を開店。
- 1933年（昭和8年）
  - 11月8日[7] - 横浜市中区伊勢佐木町四丁目（相模屋呉服店前）に横浜支店を開店。
  - 12月20日 - 東京市四谷区(現・東京都新宿区)新宿三丁目（伊勢丹新宿店前）に新宿支店を開店[8]。
- 1934年（昭和9年）9月15日[9] - 大阪市南区（現・中央区）心斎橋筋一丁目11[注 1]（大丸心斎橋店前）に大阪支店を開店[9]。
- 1939年（昭和14年）2月12日[10] - 東京市京橋区（現・東京都中央区）銀座五丁目2番地（松坂屋銀座店前）に銀座支店を開店し、その二階を長崎カステーラ風味所（喫茶室）にした。
- 1944年（昭和19年）- カステラの製造販売を中止[11]。
- 1945年（昭和20年）
  - 1月27日 - 銀座・有楽町・丸の内を標的とするB-29による空襲で銀座支店を焼失[12]。
  - 5月25日 - 470機のB-29による空襲（山の手大空襲）で東京支店（麻布支店）、新宿支店を焼失[13]。
  - 秋 - 新宿店の焼け跡でバケツや洗面器などの雑貨品の露店を開業（カステラは材料がなく作れなかった）[14]。
- 1946年（昭和21年）- 東京・横浜・神戸等の地方支店を総本店から経営分離。
  - 6月1日 - 新宿店の焼け跡でアイスキャンディーを販売し、大当たりとなる[15]。
  - 7月11日 - 銀座店の焼け跡でもアイスキャンディーの販売を開始[15]。
- 1948年（昭和23年） - カステラ委託加工[注 2]（銀座店）の新聞広告を出す[16]。
- 1950年（昭和25年） - 新宿店、銀座店でカステラの製造販売を再開。銀座店の2階ではフランス料理とすき焼きのレストランをはじめた[17]。
- 1951年（昭和26年）
  - 7月2日[18] - 東京都中央区日本橋室町一丁目10番地（三越日本橋本店前）に日本橋店を開店。
  - 10月27日 - 老舗を集めた日本初の「名店街」として東横デパートにオープンした『東横のれん街』に渋谷東横のれん街店を出店した。
- 1952年（昭和27年）- 総本店を長崎市玉江町（現・江戸町）に移転。箪笥町の麻布店（元東京支店）を再開した。
- 1953年（昭和28年）
  - 4月 - 戦災にあった神戸の福原口店を再開[19]。
  - 7月21日[20] - 東京駅八重洲口にオープンした『名店街』に東京駅店を出店。
- 1967年（昭和42年）- 浜松文明堂を設立。
- 2010年（平成22年）10月1日 - 文明堂新宿店と文明堂日本橋店が合併し、文明堂東京設立。
- 2014年（平成26年）- 文明堂東京と文明堂銀座店がグループ化。

第二次世界大戦後に経営が再開されて以降文明堂は、根は同じ長崎の文明堂であるが、別々の会社となる。長崎は文明堂合資会社から改称した株式会社文明堂総本店、六本木は株式会社麻布文明堂、神戸は株式会社文明堂神戸店、横浜は株式会社文明堂、新宿および日本橋は株式会社文明堂東京、銀座は株式会社文明堂銀座店、浜松は株式会社浜松文明堂と、現在7社の文明堂が存在している。

## 複数の『文明堂』

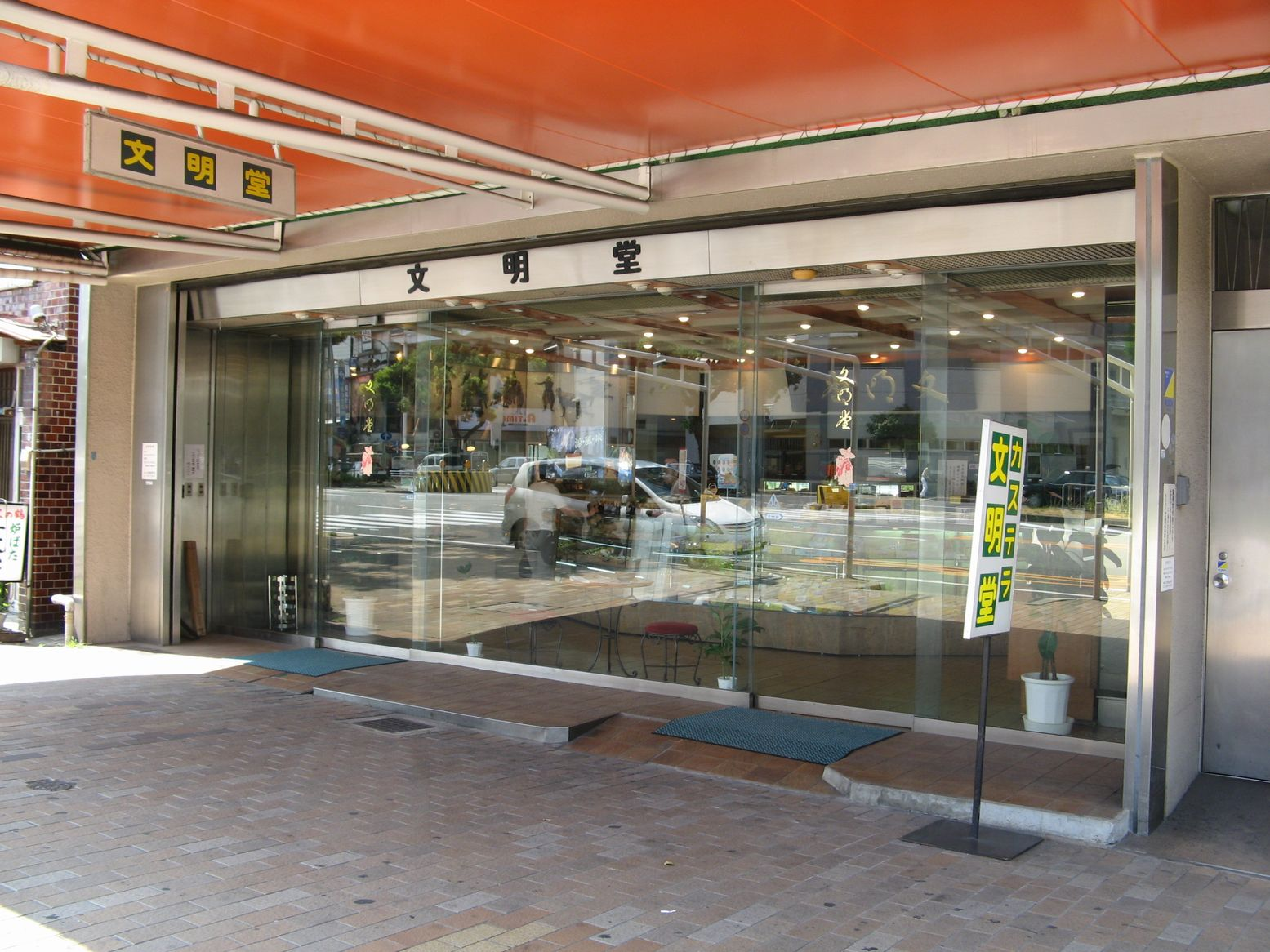
文明堂神戸店

文明堂の扱う商品は、カステラ・カステラ巻と三笠山（どら焼き）は菓子製造から撤退した麻布文明堂を除いた6社すべてが製造するものの、カステラの風味などに各々差異もあり、それぞれが異なる商品も扱う。
| 会社名                     | 商品                                                                                         |
| -------------------------- | -------------------------------------------------------------------------------------------- |
| 文明堂総本店               | 桃カステラ、レモンケーキ、合わせ最中、ようかん、さざれ菊                                     |
| 文明堂神戸店               | 爛華カステラ、栗饅頭、半月最中                                                               |
| 文明堂（横濱文明堂）       | 極上金かすてら、サブレ                                                                       |
| 文明堂東京                 | 特撰五三カステラ、ハニーカステラ、おやつカステラ、特撰ハニーかすてら吟匠、月三笠、黄金三笠山 |
| 文明堂銀座店（銀座文明堂） | バームクーヘン、ブッセ、ボワイヤージュ                                                       |
| 浜松文明堂                 | ハニーカステラ、茶ってら、お茶みかん                                                         |

文明堂各社では創業を1900年（明治33年）、初代を中川安五郎としており、東日本を中心にTVCMも共同で放映している（後述）。このため、先述どおり根は同じ長崎であることがわかる。社紋についてはかつて日本橋と浜松は丸文の紋を掲げていたが、現在は全社が中川の紋で統一されている。

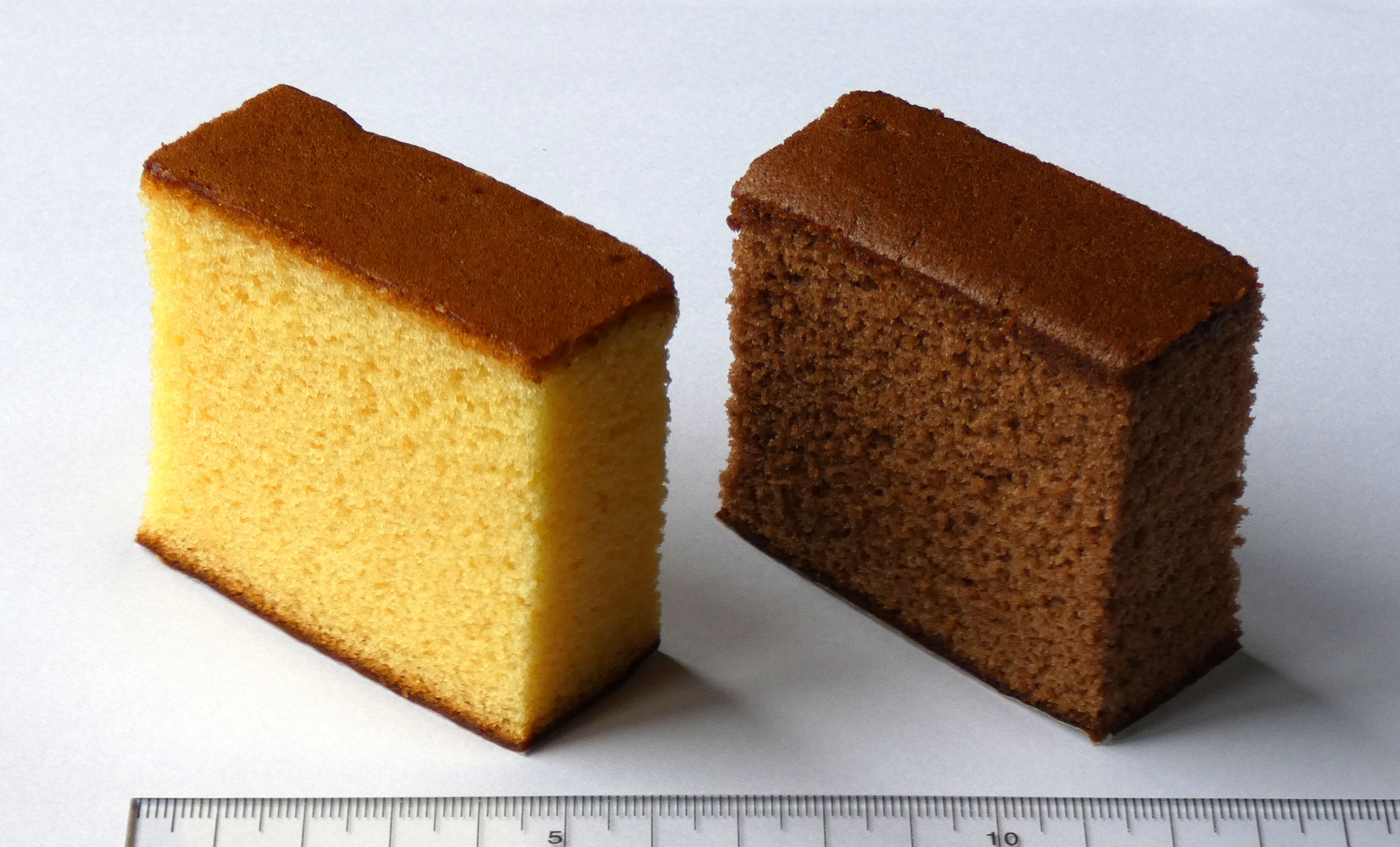
ハニーカステラを食べきりサイズの2切れ1パックにした「おやつカステラ」

株式会社文明堂（横浜）は「横濱文明堂」、株式会社文明堂銀座店は「銀座文明堂」と通称される。文明堂銀座店の東銀座店は「文明堂銀座店東銀座店」ではなく「銀座文明堂東銀座店」となる。
2003年（平成15年）に菓子事業を文明堂新宿店へ譲渡し、カステラを含む菓子製造から撤退した麻布文明堂は、アロマテラピー商品やオーガニック商品などの販売を行うショップ「ABJOY（エービージョイ）」を運営したのち、現在は不動産事業を行っている。
2008年（平成20年）、文明堂日本橋店と文明堂新宿店は共同持株会社「文明堂東京ホールディングス」を設立し、2010年（平成22年）10月にその下で合併して文明堂東京となった。2014年（平成26年）に文明堂銀座店がグループに加わり、2社3本店体制となっている。各社のレシピを引き継ぐこととなり、文明堂銀座店の商品だったバームクーヘン、ブッセ、ボワイヤージュも、現在では各店で販売されている。文明堂日本橋店のレシピである「ハニーカステラ」は販売を終了している。創業者が文明堂日本橋店と同じく宮崎甚左衛門である浜松文明堂では「ハニーカステラ」を販売している。
静岡県静岡市には文明堂東京・横濱文明堂・浜松文明堂の3社、神奈川県横浜市・川崎市・相模原市・横須賀市・平塚市・小田原市・茅ヶ崎市・厚木市には文明堂東京・横濱文明堂の2社、静岡県浜松市・磐田市には横濱文明堂と浜松文明堂の2社がそれぞれ出店している。

## のれん分け
大阪・心斎橋筋商店街に本店を構える銀装や、東京・千歳船橋の文栄堂は文明堂からのれん分けされた企業である。
銀装と文明堂東京はどちらも高島屋日本橋店（本館地下1階）と近鉄百貨店上本町店（地下2階）に出店している。

## CM

### 関東地方

#### 戦前
東京に進出した宮崎甚左衛門は1922年（大正11年）3月1日に東京支店をオープンさせ、3月24日に新聞広告を打っている。その後も中元・歳暮の時期になると散発的に新聞広告を出していた。
大正末期の大阪に『電話は二番』をキャッチフレーズにした、すき焼き屋「本みやけ」宗右衛門町店があり、その電話番号は「南2番」と「南864番」だった。まだ手動交換方式だったため、南電話局管内からは単に『2番』、他の電話局管内からは『南の2番』と電話交換手に告げれば「本みやけ」に接続された時代である。
大阪市内では1928年（昭和3年）より順次、自動交換化が進められ、「本みやけ」宗右衛門町店の電話番号は「南75-0002」、「南75-0864」と6桁化され、のちに北区にオープンさせた堂島店は「北36-2981」、「北36-3215」の番号を得た。「本みやけ」の三宅誠一代表は堂島店36-2981番を『ニ・ク・ハ・イチ番』、宗右衛門町店75-0002番を『電話は2番』と宣伝し、大繁盛させていた。
このような店舗の電話番号について、宮崎甚左衛門自身が以下のように記している。
“わたしは、元来電話番号には人一倍気を使っていた。耳鼻咽喉科のお医者さんの三三八七（みみはな）とか花屋さんの八七八（はなや）など商売にぴったり合ったり覚えやすい番号には、日頃から非常に心を惹かれていた。こういう番号は、お客様の頭の中に焼きついて離れないからである。電話帳を探す時間と手間を省くだけでも、お客に対する大きなサービスである。ましてや競争のはげしい商売ならば、覚えやすい番号がどれくらい強力な注文獲得の武器になることか、その効果は想像以上のものがある。
昭和のはじめのことである。三越の食料品部に宮尾さんという人がいて、大阪に「肉は一番　電話は二番」と宣伝しているすき焼屋があると云う話をしてくれたことがあった。それがわたしの頭に妙にコビリついていた。たまたま、用があって大阪に行った時、晩飯を食べようと思ってタクシーに乗り、「運転手さん、肉は一番、電話は二番と云う店があるそうだが、そこへやってくれ給え。」というと、「ああ、宗右衛門の本みやけでしょう。」といって、すぐにわたしをつれて行ってくれた。そこで、わたしは晩飯を食べながら、女中たちにいろいろ話をきき、その宣伝の威力につくづく感じ入ったわけであった。こうして、わたしは、電話の二番をあらゆる犠牲を払って集めたのである。現在の文明堂の標語は「カステラは一番、電話二番」である。これは、云いかえれば、値打ちあるものをつくれ、名を残すものをつくれと云うことである。“
（引用：宮崎甚左衛門"実演とおまけ"　『オール生活』1957年10月号 実業之日本社 71-72ページ）
この「本みやけ」での食事が語呂の良い電話番号を収集するきっかけだった。1933年（昭和8年）12月20日に開店した新宿支店に、宮崎は"若番"で語呂の良い「四谷35-0091」を獲得した。1934年（昭和9年）3月20日の東京朝日新聞朝刊（11ページ）に掲出した広告より、『電話 四谷 九（ココ）一（イチ）番』と九一の右側にフリガナを付けるようになった。
1935年（昭和10年）1月14日付けの東京朝日新聞夕刊に文明堂の大きな懸賞募集広告がある。部門は (A) - (C) の3つで、各部門1等金50円（1名）、2等金10円（2名）、3等金5円（3名）の賞金と引き換えに、すべての版権を文明堂に渡すものであった。
- (A) 長崎文明堂のカステーラを宣伝する簡にして力強き標語又は俳句、川柳
- (B) 長崎文明堂を表わす商標（墨一色）
- (C) 「長崎文明堂のカステーラ」の書体（縦書と横書の二種）

審査員は画家の中村不折、小説家の佐々木茂索、東京朝日新聞広告部長の新田宇一郎、日本電報通信社営業部長の光永眞三の4名である。(A) 部門の一等作品は『カステーラは日本一の文明堂』が選ばれた。
しかしこのキャッチフレーズは実際の広告に使用されていない。宮崎は東京支店が加入していた赤坂電話局（48番）の加入者番号"二番"、すなわち「赤坂48-0002」の獲得に乗り出し、それが叶った。
1935年5月5日の新聞広告では『カステラは一番 電話は二番（赤坂）』のキャッチフレーズを大きく中央に置き、その右横に東京支店、左横に新宿支店の電話番号を並べた。これがこのキャッチフレーズ誕生の瞬間である。この日の広告より新宿支店の"番"にもフリガナを追加し、『電話 四谷 九（ココ）一（イチ）番（バン）』に変えた。
以後この広告を用いたが、1936年（昭和11年）になると末尾の局名"（赤坂）"が省かれ『カステラは一番 電話は二番』とした。実際に「電話は二番」で文明堂に繋がらず、赤坂電話局など自動交換エリア内の人が文明堂へ電話を掛けるためには、まず赤坂を示す局番"48"のダイヤルを要し、他の手動交換エリアから文明堂へ掛ける場合は交換手に局名"赤坂"を告げなければならない。
一方で、文明堂の電話番号を電話帳で調べる手間を軽減するため、1936年4月1日版の東京市電話番号簿に全面広告を出した。掲載場所は表紙をめくった"表紙ウラ"の、さらに"次"のページで、『カステラは一番 電話は二番』のキャッチフレーズと、新宿店は『電話 四谷 九（ココ）一（イチ）番（バン）』とフリガナが付けられている。
つづく同年10月1日版の電話帳は広告を出さなかったが、1937年（昭和12年）4月1日版に再び全面広告を出している。広告の掲載場所は表紙をめくった"表紙ウラ"の一等地である。1937年4月1日における東京中央電話局管内の自動化局は16局（丸ノ内、日本橋、神田、九段、芝、三田、赤坂、銀座、茅場町、浪花、本所、下谷、浅草、小石川、大塚、根岸）で、手動式電話局はわずか6局（牛込、四谷、青山、高輪、墨田、小石川）になっている。

#### 戦後
終戦直後の苦しい時期、文明堂は新宿店や銀座店の復興資金を作るために、休業している麻布店（元東京支店）の3回線「48-0002」「48-0067」「48-0068」を処分した。被災した赤坂電話局の電話回線網が一向に復旧しないことも理由のひとつだが、文明堂はせっかくの「二番」を手放してしまった。そのかわり1950年（昭和25年）、新宿店に淀橋局の「37-0002」番を得た。これが文明堂における「戦後の二番」である。
東京市の電話局はすべて自動交換局となった。新宿店の「37-0002」番を手始めに、東京の文明堂各店で加入者番号「0002」を収集し始めるのは終戦後の1950年からだった。1951年（昭和26年）にオープンした日本橋店は「24-0002」、東横のれん街店は「46-0002」を得て、1952年（昭和27年）に再開した麻布店（元東京支店）は戦災で一度手放した「48-0002」を買い戻した。1953年（昭和28年）に銀座店は念願の「57-0002」を100万円と破格の金額で買い付けた。
銀座、新宿、日本橋、麻布、渋谷の東京5店舗すべてが加入者番号「0002」を得て、1953年2月24日に『カステラは1番 電話は2番』のキャッチフレーズを使った新聞広告が復活した。その後も文明堂は加入者番号「0002」を集め続けた。
昭和20年代も終わる頃、キャッチフレーズの"カステラは一番"から「は」が消えた。文芸春秋の1954年（昭和29年）3月号171ページにある大阪心斎橋の文明堂の広告は『カステラ一番・電話は二番（南）』となっている。関東地方では、カンカンダンスを踊るクマの操り人形のテレビコマーシャル（文明堂豆劇場）と、そのCMで流れるジャック・オッフェンバックのオペレッタ「地獄のオルフェ（邦題「天国と地獄」）」の序曲にのせたひばり児童合唱団による「カステラ一番、電話は二番、三時のおやつは文明堂」のCMソングが有名である。やはり「カステラは」の「は」を除いている。
このCMは関東地方の日本橋文明堂を除く文明堂数社が共同で制作したもので、1962年（昭和37年）からモノクロで放映開始。その後1990年代からはリメイクされたカラー版が放映されている。最後のマークは中川の紋である。日本橋文明堂のCMを含む歴代のCMの一部は、文明堂東京の公式サイトと公式YouTubeチャンネル及び横浜文明堂の公式サイトと公式YouTubeチャンネルで視聴可能である。視聴可能なCMの本数は各々異なり、文明堂東京のサイト及びYouTubeチャンネルは1960年代初頭版・1980年代版・1990年代版の3本のみ、横浜文明堂のサイト及びYouTubeチャンネルは1960年代初頭版の1本のみ視聴可能である。マリオネットを操っているのは、NHK『私の秘密』に出演していた、オーストラリアから来日したノーマン・バーグ、ナンシー・バーグ夫妻で、1980年代版のCMでは映像中に登場し実演を行っている。このクマの人形は夫人の手作りで、クマの割に尻尾が長めに設定されている。これは、欧米で人気のあった猫のキャンキャンキャットを想定して作ったためであり、後で会社の意向によりクマに変更されたときの名残である。

### 兵庫県
文明堂神戸店はかつて、「文明堂・神戸店」名義でフラメンコを踊る女性と共に「カステラ一番、電話は二番、神戸のカステラ文明堂」とのフレーズが流れる独自のCM（旋律も異なる）を、地元兵庫県のサンテレビで頻繁に流していた。宣伝看板も緑と黄の独特のものが、現在も県内あちこちにある。このため、以前の兵庫県下で文明堂を「（モロゾフやゴンチャロフ製菓のような）神戸固有の洋菓子店の一つ」と、CMの音声のみから判断し思い込んでいる子供が多かった。兵庫県では踊る操り人形バージョンのCMが流れていないため、大人でも件のCMを知らないことがあった。現在でもフレーズは「♪文明堂のカステラ」。カステラの部分は音楽が消え台詞のみのCMがラジオ関西で流れる。

### 長崎県
長崎県内では昔から、文明堂総本店が「ぶんぶぶぶん、ぶんぶんぶん、文明堂のかすてーら♪」の歌い出しで始まるもの、「カステラ一番、電話は二番、文明堂のカステーラ」、別のBGM版では「文明堂の、かすてらー♪」の旋律もフレーズも首都圏版や神戸版とも違うCMを流すなど独自の傾向が見られる。この為、東日本で知られている上記のカンカンダンスを踊る操り人形バージョンのCMは全国ネット番組の同時ネット時間帯で首都圏版が長崎県でも流れたことはあるが、存在を知らない人も多数存在する。長崎県ではカンカンダンスとは違う「デキシーパンダ」なるパンダの人形によるバンド演奏をするCMもあり（楽曲は前述のぶんぶぶぶんのもの）、他にも1984年（昭和59年）頃からは、長崎県の童歌を用いた「でん出らりゅう編」、「赤っかとばい編」のものも放映されている。
1969年（昭和44年）頃に『ひみつのアッコちゃん』や『リボンの騎士』のキャラクターを用いたCMがあり、1973年（昭和48年）頃からは、午後3時の時報を兼ねた東映動画製作によるアニメーションCM「3時のおやつ編」をテレビ長崎で『3時のあなた』→『タイム3』、並びにNBCテレビで『アフタヌーンショー（時差ネット）』の直前に流していた。

### その他
北海道など一部地域のCMでは最後のフレーズが「三時のおやつは」ではなく、「カステラ一番」に変更されている。東海地方や京都府など、「カステラ一番、電話は二番」のフレーズを使わないCMを最近まで流していた地域もある。
スクウェア・エニックスのゲーム（SRPG）『半熟英雄VS 3D』のシナリオ間のCMデモとして、モノクロバージョンのこのCMが採用されており、実際に流れる演出がある。

## 屋号の意匠
現在の、銀座・東京・麻布の文明堂の屋号の文字は、文人としても知られた歌舞伎役者の中村吉右衛門（初世）の筆によるもの。